# Villers-Buzon
Villers-Buzon ist eine französische Gemeinde mit 295 Einwohnern (Stand: 1. Januar 2022) im Département Doubs in der Region Bourgogne-Franche-Comté.

## Geographie
Villers-Buzon liegt auf einer Höhe von 240 m über dem Meeresspiegel, etwa 13 Kilometer westlich der Stadt Besançon (Luftlinie). Das Dorf erstreckt sich in der leicht gewellten Landschaft zwischen den Flussläufen von Doubs im Süden und Ognon im Norden, in der Talmulde des Ruisseau de Corcondray.
Die Fläche des 3,19 km² großen Gemeindegebiets umfasst einen Abschnitt südlich des Ognon. Das Gebiet ist leicht gewellt und überwiegend von Acker- und Wiesland bestanden; Waldflächen gibt es nur wenige. Für die Entwässerung nach Westen zum Ognon sorgt der Ruisseau de Corcondray, der durch ein zunächst verhältnismäßig schmales, unterhalb des Dorfes sich allmählich weitendes Tal fließt. Mit 295 m wird auf der Anhöhe nördlich des Dorfes die höchste Erhebung von Villers-Buzon erreicht. Nach Norden erstreckt sich das Gemeindeareal über die Anhöhen bis zum Tal des Ruisseau de Pommeau, eines Seitenbachs des Ruisseau de Corcondray.
Nachbargemeinden von Villers-Buzon sind 
- Lavernay und Mazerolles-le-Salin im Norden,
- Chemaudin et Vaux mit Vaux-les-Prés und Chemaudin im Osten,
- Dannemarie-sur-Crète und Pouilley-Français im Süden,
- Corcondray im Westen.

## Geschichte
Das Gemeindegebiet von Villers-Buzon war bereits in gallorömischer Zeit besiedelt, was anhand verschiedener Ausgrabungsfunde nachgewiesen werden konnte. Erstmals urkundlich erwähnt wird Villers-Buzon im Jahr 1096. Im Mittelalter gehörte das Dorf zur Herrschaft Corcondray. Zusammen mit der Franche-Comté gelangte Villers-Buzon mit dem Frieden von Nimwegen 1678 definitiv an Frankreich. Heute ist Villers-Buzon Mitglied des Gemeindeverbandes Val Marnaysien.

## Sehenswürdigkeiten
Die Dorfkirche von Villers-Buzon geht ursprünglich auf das frühe 17. Jahrhundert zurück, doch wurden das Schiff und die Sakristei im 18. Jahrhundert neu erbaut. Sie besitzt eine der ältesten Glocken der Franche-Comté, die um 1400 datiert. Auf dem Platz vor der Kirche steht eine Statue von Jeanne d’Arc (19. Jahrhundert). Ebenfalls sehenswert ist das Maison Maurivard, ein ehemaliger Herrschaftssitz, der um 1549 errichtet wurde.

## Bevölkerung
| Jahr                       | 1962 | 1968 | 1975 | 1982 | 1990 | 1999 | 2016 |
| Einwohner                  | 79   | 77   | 109  | 169  | 240  | 236  | 255  |
| Quellen: Cassini und INSEE |      |      |      |      |      |      |      |

Mit 295 Einwohnern (Stand 1. Januar 2022) gehört Villers-Buzon zu den kleinen Gemeinden des Départements Doubs. Nachdem die Einwohnerzahl in der ersten Hälfte des 20. Jahrhunderts stets im Bereich zwischen 70 und 110 Personen gelegen hatte, wurde seit Beginn der 1970er Jahre ein deutliches Bevölkerungswachstum verzeichnet. Seither hat sich die Einwohnerzahl verdreifacht.

## Wirtschaft und Infrastruktur
Villers-Buzon war bis weit ins 20. Jahrhundert hinein ein vorwiegend durch die Landwirtschaft (Ackerbau, Obstbau und Viehzucht) geprägtes Dorf. Daneben gibt es heute einige Betriebe des lokalen Kleingewerbes. Mittlerweile hat sich das Dorf auch zu einer Wohngemeinde gewandelt. Viele Erwerbstätige sind Wegpendler, die in der Agglomeration Besançon ihrer Arbeit nachgehen.
Die Ortschaft liegt abseits der größeren Durchgangsachsen an einer Departementsstraße, die von Franois nach Lantenne-Vertière führt. Der nächste Anschluss an die Autobahn A36 befindet sich in einer Entfernung von ungefähr sieben Kilometern. Weitere Straßenverbindungen bestehen mit Mazerolles-le-Salin, Dannemarie-sur-Crète und Pouilley-Français.